# Aristolochia colimensis
Aristolochia colimensis är en piprankeväxtart som beskrevs av Santana Mich.. Aristolochia colimensis ingår i släktet piprankor, och familjen piprankeväxter. Inga underarter finns listade i Catalogue of Life.